# 群众路线
群众路线是中国共产党指导思想之一毛泽东思想的基本组成部分，被中国共产党称为毛泽东思想「活的灵魂」的三个基本方面之一。被毛泽东概括为“一切为了群众，一切依靠群众”“从群众中来，到群众中去”。

## 基本内容
一切为了群众，一切依靠群众，从群众中来，到群众中去，把党的正确主张变为群众的自觉行动。

群众路线作为党的工作路线的方法论，其对应世界观是群众观点。毛泽东思想的提出者刘少奇指出，
|  | 一切为了人民群众的观点，一切向人民群众负责的观点，相信群众自己解放自己的观点，向人民群众学习的观点，这一切，就是我们的群众观点，就是人民群众的先进部队对人民群众的观点。 |

## 历史
中国共产党在创始初期为了壮大自身势力，就十分重视群众工作。1922年党的二次代表大会通过的《组织章程决议案》：“党的一切运动都必须到广大群众里面去。”1925年中央扩大执委会决议案：“中国革命运动的将来命运，全看中国共产党会不会组织群众、引导群众。”中国共产党第六次代表全国大会也作出了“党的总路线是争取群众”的重要论断。1928年11月，李立三在参加中共六大后，向在浙江地区革命领导人传达中央精神的工作谈话，是中国共产党的领导人首次使用“群众路线”这一概念：
|  | 在总的争取群众路线之下，需要尽最大的努力到下层群众中去。 |

1929年9月由陈毅起草、周恩来审定的《中央给红四军前委的指示信》三处提到“群众路线”，即筹款工作要“经过群众路线”，没收地主豪绅财产要“经过群众路线”，解决红军给养问题要“渐次做到由群众路线去找出路”。毛澤東在1929年12月的古田會議決議中，第一次針對群眾路線進行相關闡述：
|  | 黨的工作要“在黨的討論和決議之後，再經過群眾路線去執行。 |

中國抗日戰爭時期，群眾路線概念的內涵被毛澤東不斷深化和發展。毛澤東在1943年6月為中央起草的《關於領導方法的若干問題》一文中指出：
|  | “在我黨的一切實際工作中，凡屬正確的領導，必須是從群眾中來，到群眾中去。這就是說，將群眾的意見（分散的無系统的意見）集中起来（經過研究，化為集中的系统的意見），又到群眾中去做宣傳解釋，化為群眾的意見，使群眾堅持下去，見之於行動，並在群眾行動中考驗這些意見是否正確。然後再從群眾中集中起來，再到群眾中堅持下去。如此無限循環，一次比一次地更正確、更生動、更豐富。這就是馬克思主義的認識论。 |

在《論聯合政府》一文中，毛澤東進一步闡述群眾路線：
|  | 我們共產黨人區別於其他任何政黨的又一個顯著的標誌，就是和最廣大的人民群眾取得最密切的聯繫。全心全意地為人民服務，一刻也不脫離群眾；一切從人民的利益出發，而不是從個人或小集團的利益出發；向人民負責和向黨的領導機關負責的一致性；這些就是我們的出發點。 |

在中国共产党第七次全国代表大会上，群众路线被确立为党的根本的政治路线和根本的组织路线。
2013年6月18日，中国共产党中央委员会总书记习近平召开中央政治局会议，决定从2013年下半年开始在全党自上而下分批开展党的群众路线教育实践活动。会议部署，成立中央党的群众路线教育实践活动领导小组，作为领导、监督该政治运动的中央级机构。

## 其他
1949年10月15日至11月1日在北京召开第一次全国公安会议，毛泽东指示“公安机关必须坚持群众路线”的方针，形成了公安工作坚持专门机关与群众路线相结合的传承。
林彪1966年11月3日在天安门城楼上讲话（讲话稿经毛泽东审阅）说：“毛主席的路线，是让群众自己教育自己，自己解放自己的路线，是‘敢’字当头的路线，是敢于相信群众，敢于依靠群众，敢于放手发动群众的路线。这是党的群众路线在文化大革命中的运用和新发展。”